# Nemoleon filiformis
Nemoleon filiformis is een insect uit de familie van de mierenleeuwen (Myrmeleontidae), die tot de orde netvleugeligen (Neuroptera) behoort. 
Nemoleon filiformis is voor het eerst wetenschappelijk beschreven door Gerstäcker in 1885.